# Corynoneura tenustyla
Corynoneura tenustyla är en tvåvingeart som beskrevs av Tokunaga 1936. Corynoneura tenustyla ingår i släktet Corynoneura och familjen fjädermyggor. Inga underarter finns listade i Catalogue of Life.